# Picton, Lennox và Nueva

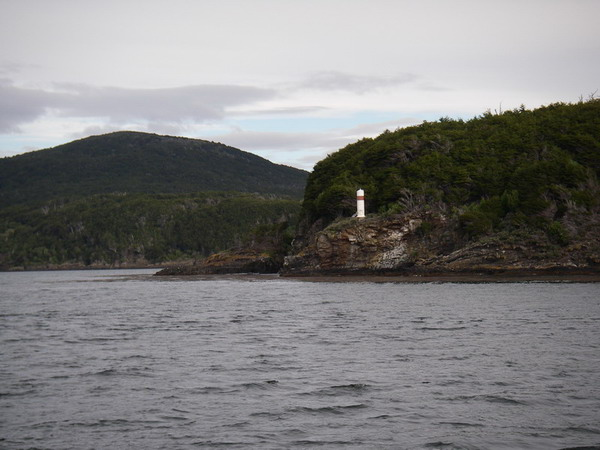
Một ngọn hải đăng trên đảo Gardiner, hậu cảnh là đảo Picton.

Picton, Lennox và Nueva (tiếng Tây Ban Nha: Islas Picton, Nueva y Lennox) tạo thành một nhóm ba đảo tại khu vực gần mũi phía nam của Nam Mỹ, thuộc xã Cabo de Hornos của tỉnh Antártica Chilena, vùng Magallanes và Antártica Chilena của Chile. Chúng thuộc quần đảo Tierra del Fuego, nằm về phía đông của đảo Navarino và tách biệt với phần thuộc Argentina của Isla Grande ở phía bắc qua eo biển Beagle. Nhóm đảo có diện tích 170,4 km2 (Lennox), 105,4 km2 (Picton), 120,0 km2 (Nueva).
Gần với nhóm đảo này là các đảo nhỏ Snipe, Augustus, Becasses, Luff, Jorge, Hermanos, Solitario, Gardiner, Terhalten, Sesambre và các đảo khác.

## Lịch sử

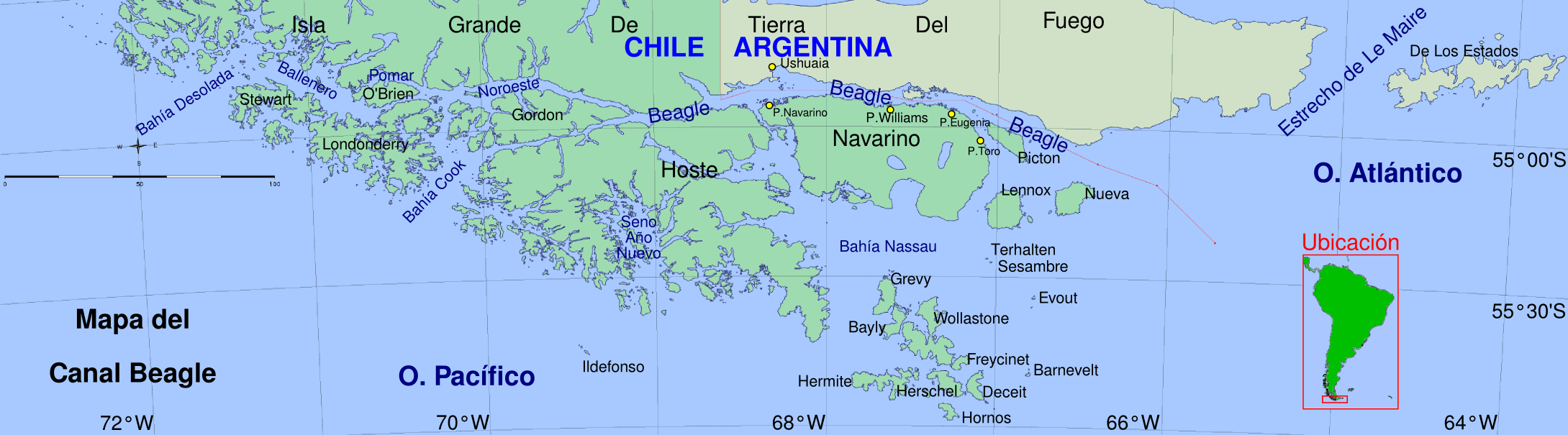
Eo biển Beagle, từ Thái Bình Dương đến Đại Tây Dương.

Robert Fitzroy và Phillip Parker King đặt tên đảo "Picton" để vinh danh Thomas Picton, thống đốc Anh đầu tiên của đảo Trinidad tại Tây Ấn. Lennox được phát hiện vào năm 1624 bởi Đô đốc người Hà Lan Schapenham, ông đặt tên đảo là Terhalten, theo tên của sĩ quan đầu tiên nhìn thấy đảo. Đảo sau đó được đổi tên bởi Fitzroy và Parker King.
Từ khi ký kết hiệp định biên giới 1881 giữa Chile và Argentina đến năm 1904, quần đảo được nhìn nhận tại Chile và Argentina là lãnh thổ của Chile.
Vào cuối thế kỷ 19, chính phủ Chile đã đưa ra những nhượng quyền đầu tiên cho Antonio Milicic đối với đảo Nueva, Esteban Loncaric đối với đảo Lennox và Thomas Bridges đối với đảo Picton. Vào năm 1910/11, những nơi sau đây có người sinh sống: Caleta Las Casas ở đảo Nueva, Puerto Piedra ở đảo Picton, và Caleta Oro và Caleta Cúter ở đảo Lennox(tr122) (Caleta trong tiếng Tây Ban Nha có nghĩa là vịnh nhỏ). Những nhượng quyền này theo thời gian đã được chuyển nhượng cho các doanh nhân khác, chủ yếu là để chăn nuôi gia súc hoặc khai thác mỏ.
Từ ngày 3 đến 6 tháng 12 năm 1914, sau trận Coronel, Hải đoàn Đông Á Đức (tàu tuần dương bọc thép Scharnhorst và Gneisenau và tàu tuần dương hạng nhẹ Nürnberg, Leipzig và Dresden và tàu buôn Santa Isabel, Baden, Seydlitz và tàu Na Uy bị bắt giữ Drummuir) dưới quyền chỉ huy của Đô đốc Graf Spee thả neo ngoài khơi Puerto Banner trên đường tham gia trận chiến quần đảo Falkland. Điều này bị Chile cho là vi phạm tính trung lập của mình và buộc chính phủ phải lập Puerto Banner làm trạm tiếp than cho Hải quân Chile. Puerto Banner đã hai lần phục vụ với tư cách là trạm tiếp than của tàu Yelcho trong các hoạt động nhằm giải cứu chuyến thám hiểm xuyên Nam Cực của Ernest Shackleton.
Trong cuộc cải cách ruộng đất ở Chile, phần phía đông của đảo Navarino và ba hòn đảo (86.000 ha) là một phần của một đơn vị kinh tế và có kế hoạch mang lại lợi ích cho những người định cư.(tr183) Puerto Toro ở đảo Navarino là khu định cư nằm kế bên quần đảo, được tái lập vào năm 1969.

### Chiến dịch Soberanía
Do vị trí chiến lược của nhóm đảo ở phía nam eo biển Beagle và đối diện với ranh giới giữa Thái Bình Dương và Đại Tây Dương, chúng được Argentina tuyên bố chủ quyền từ năm 1904, không phải theo hiệp ước năm 1881 mà vì cái gọi là "lý do chính trị". Bất kỳ chính phủ nào kiểm soát Picton, Lennox và Nueva đều có thể chia sẻ quyền lãnh thổ xa hơn đối với đại dương (quan trọng đối với ngành đánh cá), đối với một số hòn đảo khác và đối với một phần lớn của châu Nam Cực, là nơi phát triển và thăm dò tài nguyên là điều quan trọng.
Tranh chấp về quyền kiểm soát các đảo tiếp tục đến cuối thế kỷ 20. Vào ngày 22 tháng 7 năm 1971, Tổng thống Chile Salvador Allende và Tổng thống Argentina Alejandro Lanusse ký một thỏa thuận trọng tài (Thỏa thuận Trọng tài năm 1971). Thỏa thuận này là để giải quyết tranh chấp của họ về ranh giới lãnh thổ và hàng hải giữa họ, và đặc biệt là quyền pháp lý đối với các đảo Picton, Nueva và Lennox gần cực nam của lục địa Nam Mỹ. Nó đã được đệ trình lên trọng tài ràng buộc dưới sự bảo trợ của Nữ vương Elizabeth II của Anh.
Vào ngày 25 tháng 1 năm 1978, Argentina bác bỏ quyết định của trọng tài. Họ bắt đầu chuẩn bị cho chiến tranh và ba hòn đảo này cộng với các đảo Hermite và Wollastone trở thành mục tiêu chính của người Argentina. Để tăng khả năng răn đe trước Chiến dịch Soberanía, Hải quân Chile cho đặt các bãi mìn tại các khu vực chiến lược trên quần đảo. Vào ngày 22 tháng 12 năm 1978, Argentina bắt đầu (và vài giờ sau đó hủy bỏ) Chiến dịch Soberanía để xâm chiếm những hòn đảo đó và cả lục địa Chile. Mặc dù ngừng chiến dịch, nhưng chính phủ Argentina không bao giờ từ bỏ việc sử dụng lực lượng quân sự để gây sức ép với Chile.:146
Sau cuộc xâm lược quần đảo Falkland vào ngày 2 tháng 4 năm 1982, chính quyền quân sự Argentina lên kế hoạch chiếm đóng quân sự ba hòn đảo, như Chuẩn tướng Basilio Lami Dozo, chỉ huy Lực lượng Không quân Argentina trong cuộc chiến tranh Falkland, đã tuyên bố trong một cuộc phỏng vấn với tạp chí Argentina Perfil:
L.F. Galtieri: "[Chile] phải biết rằng những gì chúng ta đang làm bây giờ, bởi vì đến lượt họ sẽ là nước tiếp theo.
Các bãi mìn cuối cùng được gài ngay sau cuộc xâm lược của Argentina vào Quần đảo Falkland năm 1982. Kể từ năm 2007, việc rà phá bom mìn ở Chile được thực hiện bởi các đơn vị rà phá bom mìn của lục quân và hải quân.

## Văn học
"Những người sống sót của 'Jonathan'", còn được gọi là "Magellania", là một cuốn tiểu thuyết được viết bởi Jules Verne vào năm 1897 và được xuất bản sau khi ông qua đời vào năm 1909, sau đó nó được viết lại bởi Michel, con trai của Verne với tựa đề Les naufragés du "Jonathan".
Cuốn tiểu thuyết kể về câu chuyện của một người đàn ông bí ẩn tên là Kaw-djer sống trên đảo Nueva, với phương châm là "Không phải Thượng đế cũng không phải chủ nhân". Anh ta từ chối mọi liên hệ với nền văn minh phương Tây, dựa vào chính mình để tồn tại và cũng hỗ trợ người dân bản địa Magellania. Tuy nhiên, Hiệp ước biên giới năm 1881 sẽ phá hủy thiên đường của ông ta về chủ nghĩa vô chính phủ cá nhân vì nó sẽ chấm dứt tình trạng đất vô chủ trong khu vực.